# Sigurd Rahmqvist (historiker)
Sigurd "Sigge" Toresson Rahmqvist, född 1942, är en svensk medeltidshistoriker. Han är son till Tore Rahmqvist.
Sigurd Rahmqvist är filosofie doktor och disputerade 1996 vid Stockholms universitet. Han har varit anställd som medeltidsexpert vid Riksantikvarieämbetet och Upplandsmuseet. Rahmqvist, som under många år var huvudredaktör för Det medeltida Sverige, har sedan 1974 publicerat ett antal böcker om Sveriges medeltida bebyggelse med tusentals korta gårdshistoriker som uteslutande baseras på primärkällor. I sin doktorsavhandling behandlade Rahmqvist högfrälsets godspolitik och godsbildningsprocesser i medeltidens Uppland. Genom att kombinera skriftliga källor med arkeologiska fynd har han kunnat lokalisera flera medeltida sätesgårdar och identifiera deras ägare och byggherrar.